# Kinkeliba
Combretum micranthum
Pour l’article homonyme, voir Kinkeliba (groupe).
Espèce
Classification phylogénétique
Le kinkeliba (Combretum micranthum) est une espèce de plantes à fleurs de la famille des Combrétacées. C'est un arbuste qui forme le fond arbustif et arboré des forêts de savane.

## Histoire
Reichenbach (1825) est le premier à publier l'espèce, qu'il nomme Combretum parviflorum. Viennent ensuite plusieurs auteurs, donnant chacun un nom différent qui deviennent plus tard autant de synonymes : A. de Candolle avec Guillemin & Perrottet (Combretum altum, 1828), Baillon (Bureava crotonoides, 1860), Heckel (Combretum raimbaultii, 1891,) et Engler & Diels (Combretum floribundum, 1899).
Heckel n'est donc pas le premier à étudier cette espèce. Mais il fait se généraliser l'usage du kinkéliba de Sénégambie dans les colonies françaises comme remède contre la fièvre bilieuse hématurique des pays chauds,,.

## Synonymes
- Bureava crotonoides Baill. (1860)[4]
- Combretum altum Guill. & Perr. ex DC. (1828)[4]
- Combretum floribundum Engl. & Diels (1899)[4]
- Combretum parviflorum Rchb. (1825)[4]
- Combretum raimbaultii Heckel (1891)[4]

## Description
Le kinkeliba est un arbrisseau touffu, se groupant quelquefois en buisson. Il peut atteindre 4 ou 5 mètres.
L'extrémité des branches est volubile.
Les feuilles, courtement pétiolées, vert sombre, largement ovales, en pointe à l'extrémité, sont entières et coriaces.
Les fleurs sont petites et blanches, groupées en épis.
Le fruit est une samare à quatre ailes membraneuses de 1,5 cm de long sur 1,5 cm de large.

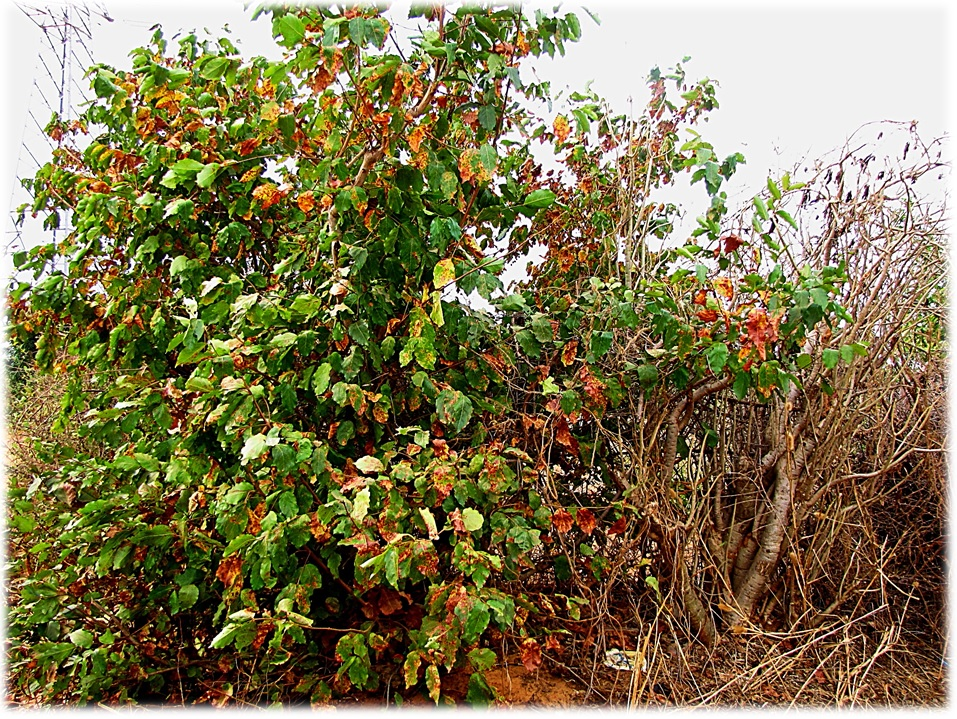
dans une haie.
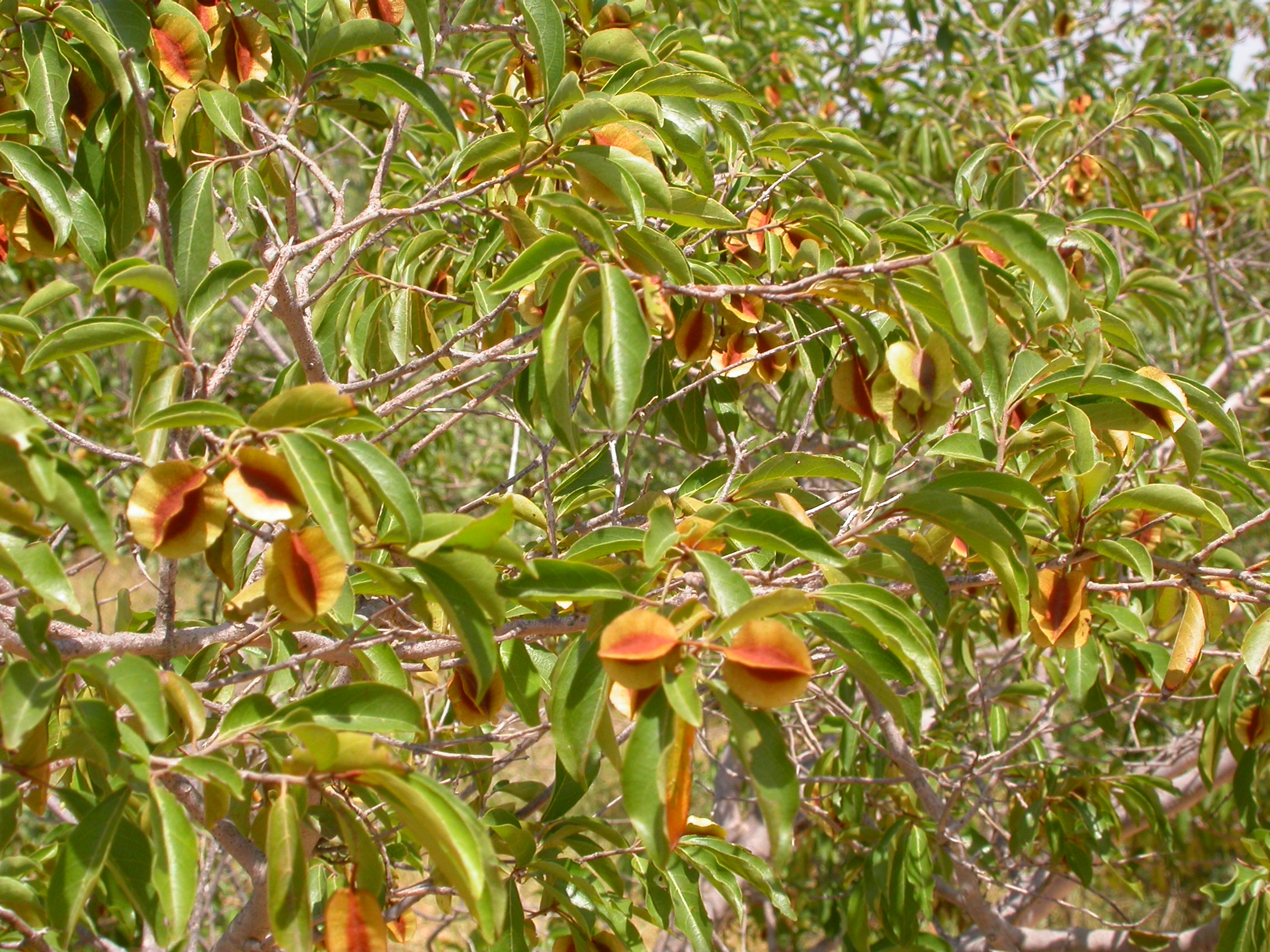
Feuilles et fruits.

### Faux Kinkéliba

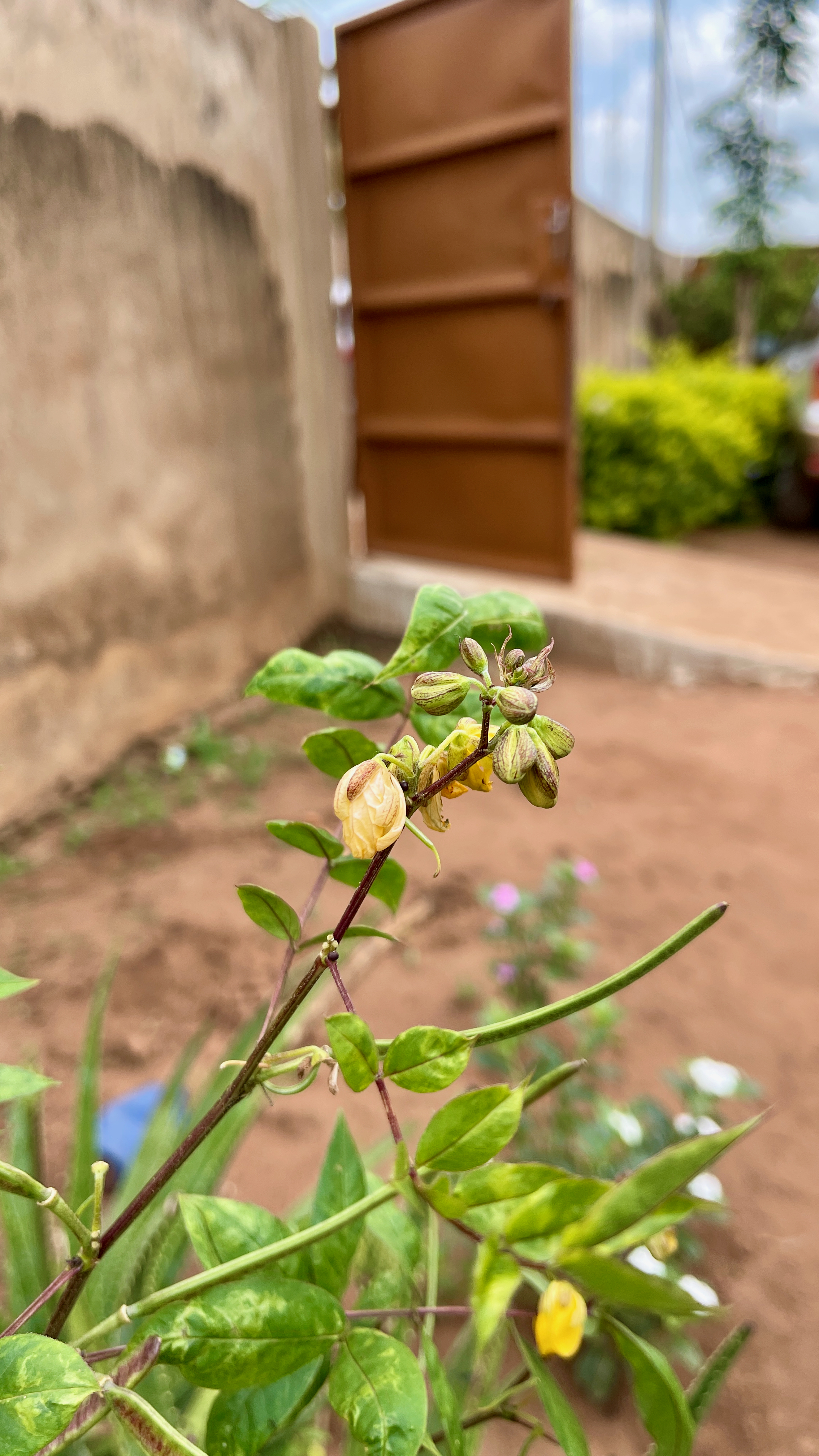
"faux kinkéliba" - Senna occidentalis - en fleur.
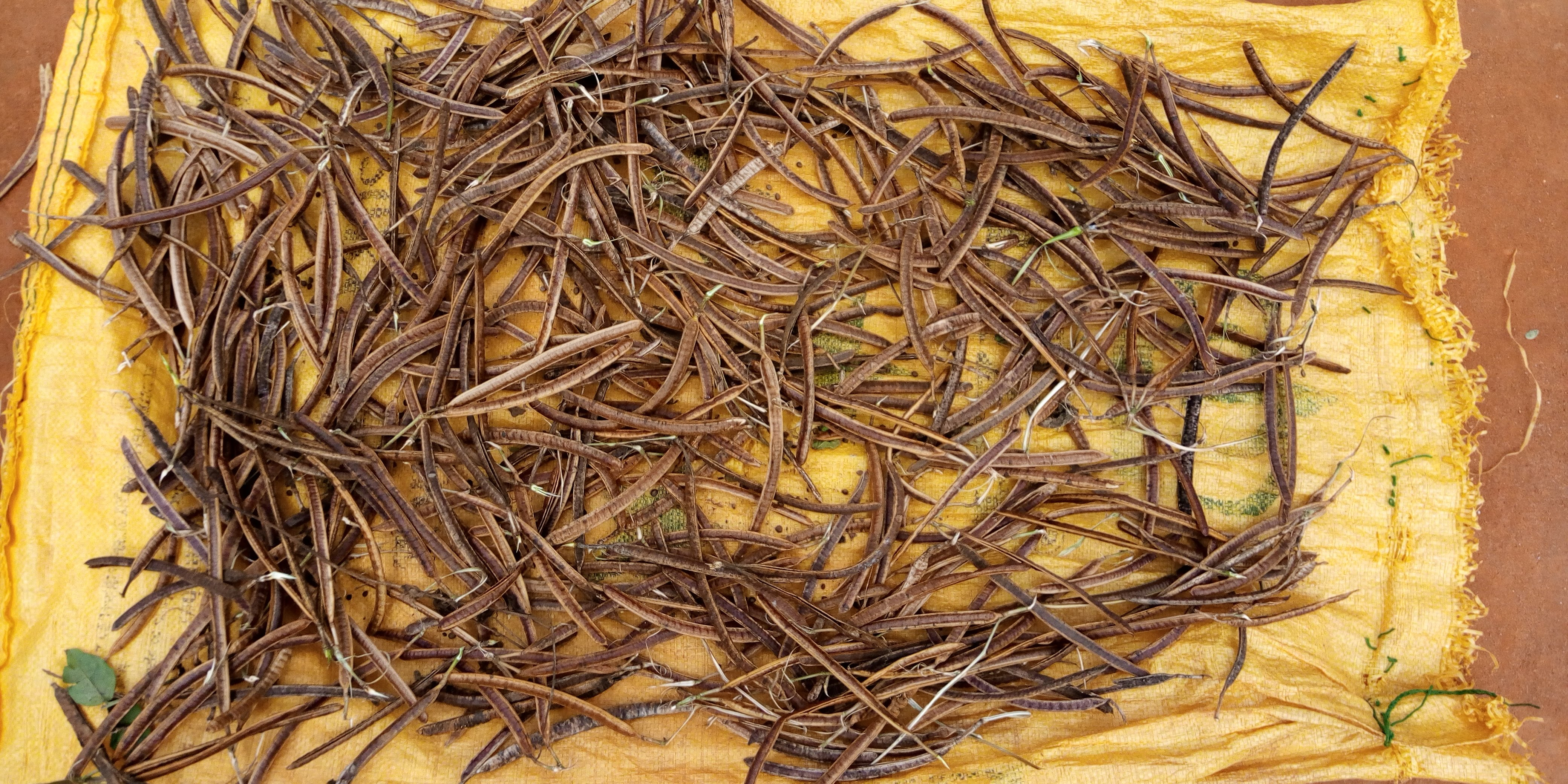
"faux kinkéliba" - Senna occidentalis - Gousses à graines sur un tapis au Bénin.

## Répartition
Le kinkeliba pousse dans les pays du Sahel – Sénégal, Mali, Niger, Burkina Faso, Guinée, Guinée-Bissau – où ses feuilles séchées sont consommées en tisane. On le trouve également au Togo, au Bénin ou encore en Côte d'Ivoire et Soudan.

## Quelques constituants
Le kinkeliba contiendrait des tanins, de la bétaïne, du nitrate de potasse, des hétérosides, des polyphénols.

## Le kinkeliba et la santé
Le kinkeliba est réputé pour ses propriétés diurétiques, dépuratives et digestives. Il est parfois recommandé en accompagnement de jeûnes ou de diètes, ou en cas de constipation. On dit du kinkeliba qu'il est aussi un remède contre l'obésité.
Au Sénégal, les feuilles séchées sont vendues attachées aux rameaux et ficelées en gros cigares avec des lanières de palmes de rônier (Borassus).

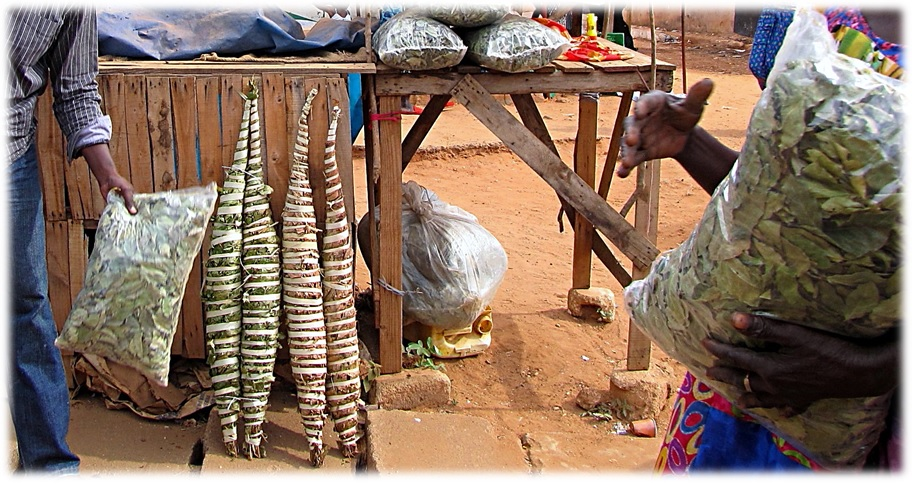
Vente au bord de la route (Sénégal)
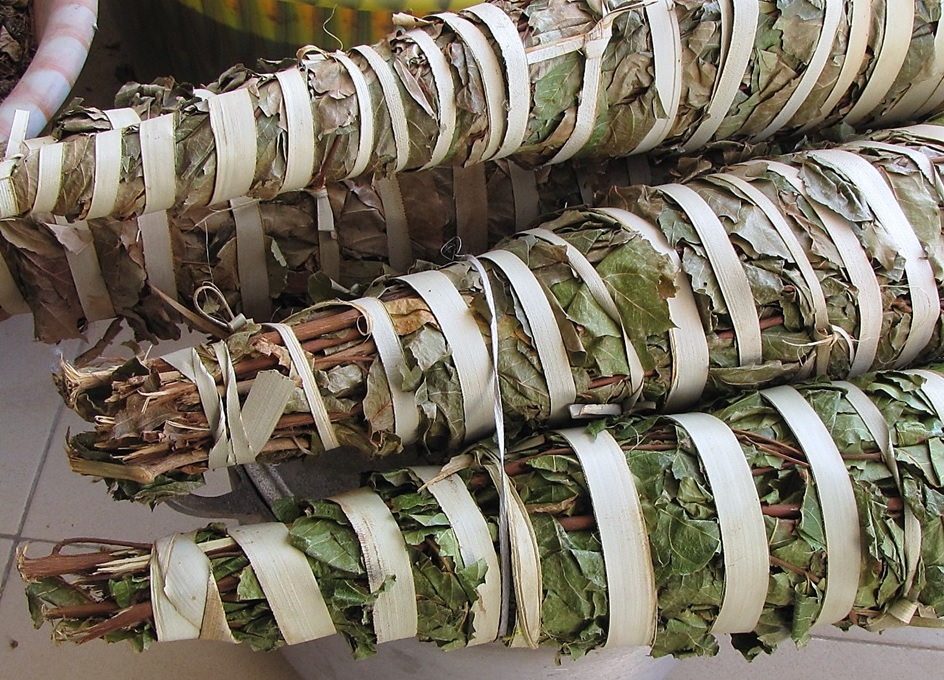
Bottes de feuilles séchées
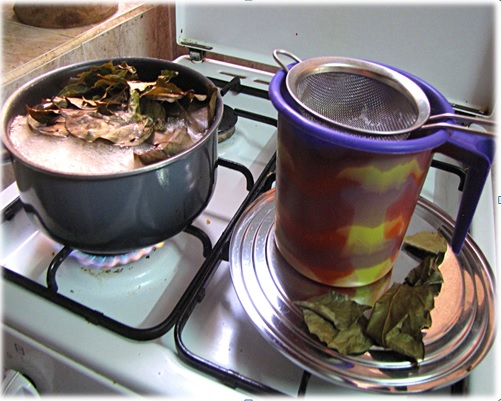
Préparation
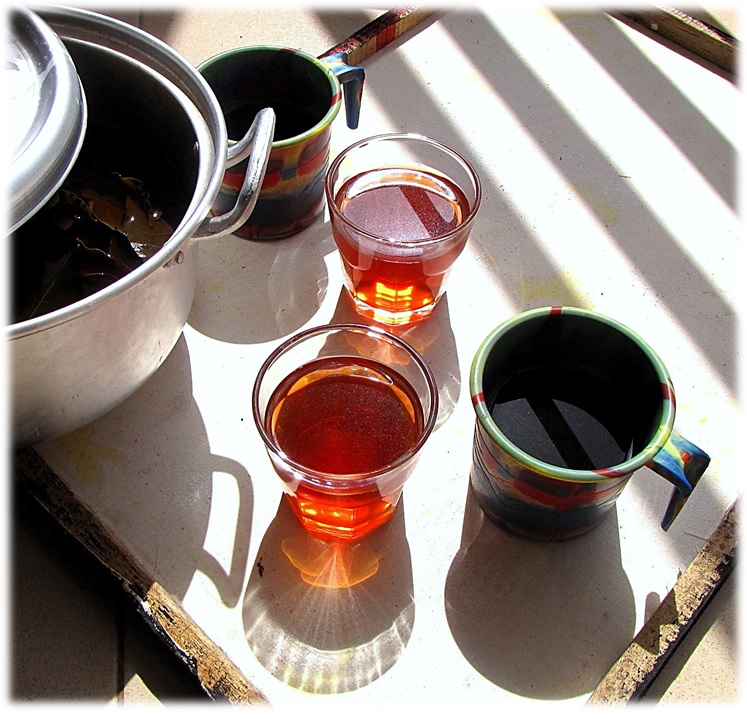
Couleur